# سیارک ۳۰۹۳۵
سیارک ۳۰۹۳۵ (به انگلیسی: 30935 Davasobel، نامگذاری:1994AK1) سی هزار و نهصد و سی و پنجمین سیارک کشف شده‌است که در ۸ ژانویه ۱۹۹۴ کشف شد.